# 馬撒利特人
馬撒利特（英語：Masalit；馬撒利特語：masara；阿拉伯語：ماساليت）是蘇丹西部達爾富爾與查德東部瓦代（Wadai）的一支民族。他們的語言是馬撒利特語，屬於尼羅-撒哈拉語系。根據1983年的資料，此民族約有25萬人。 （页面存档备份，存于）